# Trizogeniates catsus
Trizogeniates catsus är en skalbaggsart som beskrevs av Villatoro 2002. Trizogeniates catsus ingår i släktet Trizogeniates och familjen Rutelidae. Inga underarter finns listade i Catalogue of Life.